# Hermbstaedtia odorata
Hermbstaedtia odorata är en amarantväxtart som först beskrevs av William John Burchell och Horace Bénédict Alfred Moquin-Tandon, och fick sitt nu gällande namn av Theodore Cooke. Hermbstaedtia odorata ingår i släktet Hermbstaedtia och familjen amarantväxter.

## Underarter
Arten delas in i följande underarter:
- H. o. albi-rosea
- H. o. aurantiaca
- H. o. odorata